# Spilarctia contaminata
Spilarctia contaminata là một loài bướm đêm thuộc phân họ Arctiinae, họ Erebidae.